# Église Saint-Martin de Landiras
Pour les articles homonymes, voir Église Saint-Martin.
L'église Saint-Martin est une église catholique, classée aux Monuments Historiques,  située sur la commune de Landiras, dans le département de la Gironde, en France.

## Localisation
L'église, dédiée à Martin de Tours, se trouve au centre du bourg de Landiras, à proximité de la mairie.

## Historique
Il existait déjà au XIe siècle une église dont le chevet et le transept avaient l’ampleur de ceux de l'édifice actuel.
| - Plan de l'église |

- Le premier remaniement date de la fin du XIIe siècle ou du début du XIIIe siècle, par une construction en pierre de taille. L’église, de plan en croix latine, comportait une seule nef, un transept, dont chaque bras est pourvu d'une (absidiole), et une abside semi-circulaire.
- Au XVIe siècle l'édifice a été agrandi par l’adjonction d'un bas-côté au nord, flanqué de trois contreforts.
- En 1765 un nouveau clocher est édifié, accolé au portail roman.
- 1838-1839, construction du bas-côté sud et reconstruction de l’absidiole nord pour servir de sacristie, afin de répondre à l’augmentation de la population du village. Les nefs sont voûtées en briques.
- 1865-1868, nouvelle démolition de l'absidiole nord et reconstruction en symétrique de celle du sud.
- 1980, le chœur est rénové.
- 2006-2007, des peintures murales, révélées par des sondages en 2002, ont été dégagées et restaurées, au mur nord du transept. Elles datent probablement du XIVe siècle. Elles illustrent en partie basse les « travaux des mois ». Seuls septembre, octobre et novembre sont bien visibles.

L'édifice a été classé au titre des monuments historiques par arrêté du 20 décembre 1907 pour son chevet, par arrêté du 21 décembre 1984 pour son transept, et inscrit en totalité par arrêté du 19 avril 2004.

## L'extérieur de l'église
La partie romane de l'église est : 
- Le portail dont l'archivolte, en plein-cintre, ne porte aucune décoration.
- L'abside. Aujourd'hui l'abside est éclairée par neuf baies symétriques, ceci date de la deuxième moitié du XIXe siècle, car un dessin[3] de l'église fait par Léo Drouyn en 1846 montre que : les deux baies encadrant la baie axiale n'existaient pas ; la première baie au sud avait été agrandie en grande baie gothique ; la dernière baie au nord était murée et l'absidiole nord de l'époque avait une baie cintrée, comme l'abside !
- L'absidiole sud, dont la corniche est supportée par 14 modillons sculptés.
- Le transept. dont chaque bras est éclairé d'une baie.

L'absidiole nord a été totalement reconstruite en milieu du XIXe siècle.
| - Abside romane et absidioles. - Façade nord. - Le clocher. - Le portail. |

Un petit mystère : Sur la façade nord et sur la façade sud de l'abside, à une hauteur d'environ un mètre du sol, se trouvent des ouvertures rectangulaires, aujourd'hui murées. Plusieurs hypothèses ont été proposées :
| - Photo circa 1900 - Photo 2017 |

| - Photo circa 1900 - Photo 2017 |

- Elles auraient permis aux pèlerins pressés de Saint-Jacques de Compostelle une dévotion rapide, sans entrer dans l'église, cars ils avaient l'obligation de le faire dans tous les lieux de culte rencontrés en chemin.
- Ce sont des veyrines qui servaient à introduire dans l'église les nourrissons lors de leur baptême.
- Elles auraient permis aux lépreux, pestiférés et cagots, d'assister aux Offices, tout en étant séparés des participants sains.

Relativement peu d'églises sur les chemins de saint Jacques de Compostelle ont des ouvertures spécifiques pour des 'dévotions rapides', et, si un bon nombre d'églises en Aquitaine ont des veyrines avérées, il est difficile de concevoir la nécessité d'en avoir deux et, de plus, éloignées des fonts baptismaux. Il est vrai qu'au XVIe siècle la région a été décimée par la peste. Des paroisses voisines, comme Brax et Saint-Martin-de-Lassats ont totalement disparu. Donc, parmi les fidèles à cette époque, il est probable que bon nombre étaient malades. Mais les ouvertures pour les cagots étaient toujours au côté nord et très éloignées du sanctuaire.
La réalité est beaucoup plus prosaïque. Un croquis de Bertin et Gaubin, daté de 1837 et qui se trouve aux Archives départementales de la Gironde, montre qu'il y avait une sacristie au nord et l'ouverture était simplement sa porte d'entrée. Cette construction avait été démolie quand Léo Douyn a fait son dessin en 1846.

### L'absidiole sud
Les seules sculptures se trouvent sur la corniche, qui est supportée par quatorze modillons sculptés. Ils datent de la fin du XIIe siècle ou du début du XIIIe siècle. Ces modillons sont typiques de la fin de l'époque romane, du début du style gothique. Les leçons de moralité (voir Iconographie des modillons romans), caractéristiques de la sculpture romane, ont été remplacées par des thèmes plutôt géométriques.
En effet seulement deux des modillons sont figurés : 
- N°4 où on voit la tête d'un homme écrasée par le fardeau du poids d'une barrique qu'il porte sur les épaules (On trouve une représentation semblable sur un chapiteau de l'abside, où l'homme porte un poisson énorme sur les épaules.)
- N°6 où deux oiseaux boivent dans le même calice.
- Huit modillons (N° 1, 3, 7, 9, 11, 12, 14, 15) sont ornés d'un décor d'entrelacs de diverses formes.
- Des rinceaux variés décorent les modillons N° 2, 5, 8, 13.

| - Absidiole sud - N°1 - N°2 - N°3 - N°4 |

| - N°5 - N°6 - N°7 - N°8 - N°9 |

| - N°11 - N°12 - N°13 - N°14 - N°15 |

### L'abside
L'abside est percée de neuf baies. Chaque baie est couverte d'un arc en plein cintre qui retombe sur deux chapiteaux surmontant des colonnettes à base circulaire et moulurée. L'archivolte, quand elle existe, retombe sur une frise continue à double délardement, prolongeant les tailloirs, formant imposte. 
Les chapiteaux sont tous formés d'un astragale torique, d'une corbeille et d'un tailloir.
|  |

|  |

|  |

Baie N°1 : À gauche, un lion rampant, avec sa queue rentrante puis remontante et fleurdelisée. La corbeille à droite est décorée avec des pommes de pin et crosses. 
Baie N°2 : À gauche, on a une représentation du Porteur de poisson géant, qui est un classique des modillons romans en Aquitaine, pour rappeler le poids des péchés. À droite, la corbeille est couverte avec la représentation d'un équidé.
Baie N°3 : La corbeille à gauche est décorée avec des pommes de pin et végétaux, mais sur l'angle se trouve une représentation d'un lapin ou d'un lièvre couché. Quand on examine la sculpture en détail on peut distinguer les yeux, le museau, les oreilles et l'arrière-train  de l'animal. Le lapin était aussi un thème populaire des modillons romans et symbolisait la luxure. À droite un homme qui porte une houe ou une herminette. 
|  |

|  |

|  |

Baie N°4 et baie N°6 sont sans sculpture.
Baie N°5 : La corbeille à gauche est décorée avec des pommes de pin et rinceaux ; celle de droite avec un entrelacs de feuillage.
|  |

|  |

|  |

Baie 7 : Pommes de pin et feuillage (chapiteaux droit et gauche), boucles (archivolte) ; 
Baie 8 : À gauche : Feuilles d'eau ; à droite : rinceaux-entrelacs ;
Baie 9 : À gauche deux poissons à dents acérées s'affrontent sur l'angle de la corbeille ; au-dessus, une grappe de raisins. À droite deux oiseaux picorant une pomme de pin.
La corniche de l'abside est supportée par 38 modillons dont dix sont sculptés. Ils datent de la fin du XIIe siècle ou du début du XIIIe siècle.
Les modillons sont numérotés du sud vers le nord de l'abside.
N° 9 : Bâtons superposés.
N° 12 : Rinceaux en svastika.
N° 14 : Festons affrontés.
N° 16 : Un sablier.
N° 18 : Rosace et besants.
N° 25 : Feuilles en svastika.
N° 27 : Nœud d'entrelacs.
N° 31 : Entrelacs.
N° 33 : Festons affrontés.
N° 35 : Croix pattée.
| - N° 9 - N° 12 - N° 14 - N° 16 - N° 18 |

| - N° 25 - N° 27 - N° 31 - N° 33 - N° 35 |

### L'absidiole nord
L'absidiole nord a été rebâtie, démolie et reconstruite, avec une forme identique à l'absidiole sud, entre 1837 et 1868.
La baie axiale est encadrée de colonnes avec chapiteaux non-sculptés, comme pour l'absidiole sud. Les modillons qui supportent la corniche sont tous sans décor.

### Le transept
|  |

|  |

Chaque bras du transept est surmonté d'un mur-pignon et éclairé par une baie. 
Les seules sculptures sur l'extérieur du transept se trouvent sur les chapiteaux et archivoltes qui encadrent ces baies.
- Baie nord : À gauche, un masque diabolique sur l'angle de la corbeille crache des rinceaux. Sur le chapiteau de droite, deux oiseaux s'affrontent pour béqueter une grappe de raisin ou pomme de pin. L'archivolte est décoré avec des torsades.

- Baie sud : Les deux chapiteaux portent un décor végétal ; à gauche des feuilles de chêne et à droite des feuilles d'eau. Les tailloirs sont décorés avec des festons en opposition à gauche et feston et rinceaux à droite.

## L'intérieur
| - La nef circa 1900 - La nef 2012 |

Lors de la construction des collatéraux, au XVIe siècle et au XIXe siècle, des ouvertures en plein cintre ont été percées dans les deux travées de la nef.
La sculpture romane de l'église est concentrée sur les chapiteaux qui supportent les arcs du carré du transept, les entrées des absidioles, l'arc triomphal, l'arc du chœur et l'abside.
Les quinze vitraux de l'église sont l’œuvre de maîtres-verriers.
Dans l'allée centrale de la nef, une croix de Malte est dessinée sur le dallage.
Le mobilier de l'église est très riche en statues, tableaux et articles liturgiques.
|  |

|  |

|  |

### L'abside et le chœur

#### Arc triomphal
Les deux chapiteaux de l'arc triomphal sont des exemples exceptionnels de la sculpture romane : au nord, Daniel bénissant les lions et au sud, des félins crachant des rinceaux.
Le « Daniel dans la fosse aux lions » constitua un stéréotype majeur de l'imagerie chrétienne à partir de l'an mil jusqu'au du XIVe siècle. Plus de 25 % des églises romanes en Aquitaine en ont une représentation. Selon le récit biblique, Daniel fut jeté aux lions par deux fois. La première fois par Darius II pour un jour et la deuxième fois par Cyrus le Jeune, pendant une semaine.
Le chapiteau de l'arc triomphal relate la deuxième épisode ; un chapiteau de l'abside relate le premier épisode.
|  |

- Chapiteau Nord : Daniel dans la fosse aux lions (II)

Sur la face principale on voit Daniel debout, les pieds sur l'astragale. Il est vêtu d'une tunique longue et porte une cape fermée par une broche ronde. Dans le main gauche, il tient un livre et bénit de la main droite. Derrière lui se trouve un décor simple de crosses sur les angles de la corbeille.
À sa droite, sur la petite face de la corbeille, se trouvent deux bêtes, des « lions » superposés.
La première bête, avec ses pattes sur l'astragale, a une tête de loup ; sa queue est rentrante et se termine en pointe de lance. Sur le flanc on voit une croix équilatérale (crux immissa) inscrite dans un cercle. Les fauves tatoués du signe de la croix sont des images blasphématoires, des préfigurations de l'Antéchrist.
Le deuxième lion, à tête de cochon, ne porte pas de croix. Sa queue, d'abord rentrante, puis remontante, se termine fleurdelisée. Le premier lion lèche le pied droit de Daniel, le second tend la langue vers son bras droit.
À sa gauche, sur l'angle et sur la petite face de la corbeille, se trouvent deux personnages et un oiseau.
|  |

L'homme sculpté sur l'angle est richement habillé en tunique courte et cape. Il est à genoux. Avec ses deux mains il s'agrippe à la cape de Daniel. Derrière lui se trouve le deuxième personnage, également richement habillé. Il est debout et tient la cape de l'homme à genoux ; l'oiseau est perché sur sa tête.
La présence de deux hommes sur la petite face pose un problème. Selon le récit biblique, Habacuc, un petit prophète, reçoit de Dieu l'ordre de porter un repas à Daniel et il est transporté de Palestine à Babylone par un ange, qui le tient par les cheveux. On peut interpréter l'oiseau comme l'ange et, dans ce cas, Habucuc est le deuxième homme ; mais qui est le premier homme ? Si Habacuc est le premier homme, il s'agrippe à la cape de Daniel, mais il n'apporte rien à manger !
Le tailloir du chapiteau est décoré avec un entrelacs simple de rinceaux et de feuilles.
- Chapiteau sud : Ce chapiteau est un exemple remarquable du thème classique de l'art roman : des animaux fantastiques qui crachent des rinceaux. Sur chaque petite face se trouve un lion rampant, la tête tournée vers la face principale. Leurs queues, d'abord rentrantes, puis remontantes, deviennent fleurdelisées et se mélangent avec les rinceaux et feuilles que les lions crachent de la bouche.

#### L'arc du chœur
Le chapiteau sud de l'arc est décoré avec des feuillages.
La sculpture du chapiteau nord de l'arc du chœur est exceptionnelle. Sur la face principale se trouve une créature féminine, hideuse et diabolique. Elle est nue, les deux paires de jambes écartées, son sexe bien visible et ses pieds en forme de serres. Au-dessus de sa tête une pomme de pin est suspendue et, sous ses pieds, des créatures serpentiformes s'enlacent.
Entre les mains, elle tient des cordes qui entourent le corps d'un homme, qui se trouve debout, sur l'angle de la corbeille. Cet homme est bien habillé en tunique longue, richement brodée. Il porte autour du cou une bourse, signe de l'avare. Derrière son dos, un énorme serpent chuchote dans son oreille.
Sur l'autre petite face du chapiteau se trouve un ange, qui tient un livre dans la main gauche.
Le tailloir du chapiteau est décoré avec un entrelacs de rinceaux et de crosses.
| - Le chapiteau nord - Le chapiteau sud |

L'emplacement de ce chapiteau est très significatif. Il est dans le sanctuaire et visible seulement par le clergé. Le thème est une mise en garde qui leur est destinée : la femme est diabolique, source du péché originel et elle représente la luxure. L'avarice et l'orgueil, représentés par la bourse et les vêtements luxueux, sont des péchés capitaux. Le salut est représenté par l'ange avec la Bible.
De telles mises en garde sont assez fréquentes dans les églises romanes, par exemple dans les sanctuaires de : Saint-Caprais-de-Bordeaux, où l'on trouve une sculpture quasi identique et dans le Prieuré de Saint-Macaire et l'église Saint-Marcel de Beychac où se trouvent d'autres types de mise en garde à l'intention des clercs.

#### L'abside
L'arcature qui encadre les neuf baies du sanctuaire comporte six chapiteaux sculptés, dont trois sont figurés. 
Chapiteaux I, II et VI, du nord vers le sud : 
- Le chapiteau I : Deux oiseaux sur la face principale qui picorent une grappe de raisins ; les deux petites faces, qu sont symétriques, sont décorées avec un rinceau et une pomme de pin.
- Le chapiteau III, n'est pas symétrique, les trois faces de la corbeille sont décorées avec des feuilles, crosses et rinceaux.
- Le chapiteau VI, une sculpture symétrique de rinceau ligaturé et pommes de pin.

|  |

|  |

|  |

|  |

- Chapiteau III : Daniel dans la fosse aux lions (I)

Il semble que le thème de cette sculpture est le récit du premier séjour de Daniel dans la fosse aux lions. Sur la face principale Daniel, richement habillé, est debout, un livre dans la main gauche et il bénit de la main droite.
Sur chaque petite face se trouve un lion (qui semble être harnaché avec une bride), les griffes posées sur l'astragale. Leurs queues sont rentrantes, puis remontantes et deviennent fleurdelisées. Les lions lèchent les pieds de Daniel.
|  |

- Chapiteau IV :

La sculpture de ce chapiteau est parfaitement symétrique. Sur chaque angle de la corbeille se trouvent deux oiseaux qui picorent une pomme de pin.
Un rapace, sur les petites faces, est perché sur le dos d'un oiseaux qui picore.
Au centre de la face principale, un rapace, les ailes déployées et serres agrippées sur le dos des oiseaux picoreurs, trône en majesté.
|  |

- Chapiteau V : Le « faux Daniel »

Au centre de la face principale, se trouve un petit homme habillé en tunique courte, présenté frontalement, les jambes écartées, en équilibre sur les croupes de deux lions adossés verticalement. Il semble que ses jambes soient enfoncées dans les flancs des animaux jusqu'à ses cuisses. L'homme a de longs bras, étendus, et de ses mains, il saisit la langue ou le museau de chaque bête.
Cette composition, dont il existe une autre sur la face orientale de l'arc occidental du transept, et qui se retrouve dans de nombreuses églises d'Aquitaine, représente le « faux Daniel », l'homme irréfléchi, qui jette ses doigts dans la gueule du lion et qui n'est autre que la représentation de Satan, cherchant à le dévorer.

### Les absidioles
À la suite des travaux de construction de 1869, les deux absidioles sont parfaitement symétriques. Chacune est éclairée par une petite baie, avec vitrail simple. Au-dessus de l'arc d'entrée se trouve une niche qui abrite, au nord, une statue de la Vierge et au sud une statue de saint Martin.
L'arc, en plein cintre, est soutenu par des colonnes à chapiteaux romans. Chacun des quatre chapiteaux possède deux faces sculptées, un astragale torique et il est couronné par une frise géométrique.
L'absidiole nord
|  |

- Le chapiteau au nord de l'entrée est sculpté avec des feuilles d'eau et surmonté d'une frise de petites feuilles.

- La corbeille de l'autre chapiteau de l'entrée est décorée, sur chaque face, avec un oiseau qui becquette une pomme de pin, qui se trouve sur l'angle du chapiteau. Sur chaque face se trouvent également des rinceaux ligaturés. Une frise partielle, en dents de scie, surmonte la corbeille.

L'absidiole sud
|  |

- La corbeille du chapiteau nord est décorée avec des rinceaux et des crosses. Une face du tailloir est couverte avec un entrelacs.

- La décoration de la corbeille du chapiteau sud est parfaitement symétrique. Sur chaque face se trouve un lion rampant, dont la queue, d'abord rentrante, puis redressée est finalement fleurdelisée. Les deux animaux s'affrontent sur l'angle de la corbeille et s'enlacent le cou. Une face du tailloir est couverte d'un rinceau de crosses.

### Le transept
| - Transept bras nord - Bas-côté nord |

| - Bras sud - Bas-côté sud |

Lors de la construction des collatéraux au XVIe siècle, des ouvertures sont percées dans les murs occidentaux des bras du transept.
Chaque bras du transept est éclairé par une petite baie romane. Les baies sont encadrées par un arc en plein cintre qui est supporté par des colonnes avec chapiteaux sculptés. Au bras nord, les corbeilles sont décorées avec des crosses et les tailloirs avec entrelacs et rinceaux. Au bras sud, ils sont décorés avec strigiles et crosses.
On peut observer des traces d'une peinture murale dans le bras nord du transept.
| - Traces de la peinture murale |

Les fresques
Les peintures murales, révélées en 2006, sont très lacunaires et leur support est en mauvais état. Elles datent du XIVe siècle et illustrent, en partie basse, les travaux des mois. On voit, dans des panneaux rectangulaires, la représentation du mois de septembre, avec le foulage du raisin ; la glandée du mois d'octobre et la tuaille du mois de novembre.
Ce thème était fréquemment représenté au Moyen Âge, soit par des fresques, soit par des sculptures sur le tympan d'un portail.
Au-dessus de cette frise, sur un fond clair avec un faux appareillage fait de doubles traits rouges, on peut voir la jambe d'un personnage qui semble monter sur un animal. Il fait face à une bête monstrueuse. La peinture est trop détériorée pour permettre une interprétation.
D'autres restes, comme des visages, un arbre etc. peuvent être devinés en partie basse. Il est probable que le mur était entièrement recouvert de fresques.
Des peintures semblables, mais du XVIe siècle, se trouve dans l'église Saint-Léger de Saint-Léger-de-Balson, une commune voisine.

#### Arc occidental du transept
L'arc occidental est riche en sculptures romanes. Les colonnes qui le supportent sont surmontées par des chapiteaux sculptés et sur les deux faces de l'arc se trouvent des hauts-reliefs romans qui ont été remployés.
|  |

|  |

Les deux chapiteaux romans de l'arc occidental du transept sont sculptés sur les trois faces.
- Au nord, la sculpture est un simple décor de feuillages.
- Le chapiteau au sud est figuré et plutôt énigmatique à interpréter. La sculpture est symétrique par rapport à une colonne centrale sur la face principale. À l'angle de la corbeille se trouve un homme, debout, pieds sur l'astragale. Il est habillé avec une tunique courte et une veste à manches longues. Il tient à bout de bras un homme nu qui a des jambes fléchies.

Souvent dans l'iconographie romane, un homme nu représente une âme, prête à partir aux cieux, mais dans ce cas il est associé avec des symboles, tels que oiseaux, anges etc., ce qui n'est pas le cas ici.
Les hauts-reliefs
- Quatre hauts-reliefs du XIIIe siècle ont été remployés de part et d’autre de l’arc occidental du transept. Ils sont placés dans les écoinçons de l'arc-diaphragme, deux sur la face orientale, deux sur la face occidentale. Leurs dimensions sont : 60 cm de hauteur, 40 cm de largeur. Trois des bas-reliefs sont faciles à interpréter, le quatrième pose problème.

| - Relief A - Relief B |

| - Relief C - Relief D |

- Relief A : On voit deux personnages vus de profil, debout et face à face. À gauche, un homme, et à droite, une femme. La femme semble avoir les mains insérées dans un manchon. Une interprétation proposée est que le bas-relief représente la « Rencontre à la porte dorée entre Joachim et Anne », les parents de Marie. Cette fable est racontée dans La Légende dorée de Jacques de Voragine.
- Relief B : Le Christ, dans une mandorle, assis sur un trône, tient un livre dans sa main gauche et bénit de la main droite. Il est entouré par les signes de la Tétramorphe.

Les hauts-reliefs sur la face orientale ont été abîmés par le départ des voûtes installées au XIXe siècle. Ils montrent aussi des traces d'une peinture rougeâtre.
- Relief C : On voit un homme debout, les pieds sur les flancs de deux lions. Il tient, de la main, la langue de chaque lion. C'est une autre représentation du « Faux Daniel » que l'on trouve sur un chapiteau du sanctuaire.

- Relief D : La Vierge tient l'Enfant devant elle. Sa chevelure a la particularité d'être tressée avec de longues nattes. Un haut relief semblable se trouve sur le tympan de l'église Saint-Saturnin de Cardan.

Les quatre sculptures sont classés à titre d'objet aux Monuments Historiques le 21 décembre 1984.

#### Arc septentrional du transept
Les trois faces du chapiteau occidental sont décorées avec des rinceaux, des crosses et des feuilles de chêne.
|  |

|  |

Les trois faces du chapiteau oriental sont décorées avec des rinceaux et des pignes ou pommes de pin.

#### Arc méridional du transept
| - Le chapiteau oriental |

- Le chapiteau occidental de l'arc est décoré avec de larges feuilles.
- Par contre, le chapiteau oriental est figuré sur les trois côtés.

Sur la corbeille on trouve cinq personnages, dont quatre sont habillés en tunique longue et richement brodée. Leurs pieds sont posés sur l'astragale du chapiteau.
Sculptés sur la petite face nord, deux hommes debout, l'un derrière l'autre. Un homme avance ses mains vers le dos de celui qui le précède. Sur la face principale se trouve un homme debout, devant des crosses simples. Ses mains sont posées sur son ventre ; les manches de son vêtement sont très amples. Sur l'angle de la corbeille, un quatrième homme tient l'une de ses manches avec la main gauche et dirige vers son oreille sa main droite. Le cinquième homme se trouve sur la petite face sud du chapiteau. Il est habillé en tunique courte et tourne le dos à ses compagnons. Ses bras sont levés, comme s'il voulait saisir un objet hors de notre vue.
Aucune interprétation convaincante n'a été proposée. La suggestion que c'est une représentation de l'arrestation du Christ dans le jardin des oliviers est peu probable, car on ne trouve ni symbole pour le Christ, ni détail correspondant au récit biblique.

### Les vitraux
Le sanctuaire comporte neuf vitraux, chaque absidiole possède un vitrail, le transept un dans chaque bras et chaque collatéral deux. 
Le 3 février 1865 une tempête détruisait les vitraux du chœur qui avaient été mis en place en 1862. Ils étaient remplacés en 1869 par ceux du maître-verrier bordelais Joseph Villiet. Ces vitraux sont inscrits à l'Inventaire Générale du Patrimoine Culturel (I.G.P.C.).
Les vitraux du sanctuaire
- N°1 : Sainte Elizabeth de Hongrie. Sainte Élisabeth tient le sceptre dans la main gauche et la maquette de l'église de Marbourg dans la main droite.
- N°2 : Saint Hubert Saint Hubert en habit de chasseur porte l'épée, la lance et l'olifant ; il est accompagné d'un cerf qui porte un crucifix entre ses bois.
- N°3 : Jeanne de France couronnée, est revêtue d'un manteau fleurdelisé et doublé d'hermine.
- N°4 : Vierge à l'Enfant : La Vierge, couronnée, porte l'Enfant, qui a les bras grands ouverts.
- N°5 : Le Bon-Pasteur

| - N°1 - N°2 - N°3 - N°4 |

| - N°6 - N°7 - N°8 - N°9 |

| - N°5 |

- N°6 : Sainte Claire(?). En habit civil présente un Ostensoir.
- N°7 Sainte Marguerite d'Antioche. Sainte Marguerite, qui écrase la tarasque sous ses pieds, tient une croix dans sa main gauche et la palme du martyre dans la main droite.
- N°8 : Saint Dominique. Saint Dominique tient un livre dans la main gauche et un lys dans la main droite.
- N°9 :  Sainte non identifiée (peut-être Sainte Rosalie ?) : ses cheveux sont recouverts d'un voile surmonté d'une guirlande de végétaux ; elle tient une couronne de roses dans la main gauche et la palme du martyre dans la main droite.

Les vitraux du transept
| - Transept Nord |

| - Transept Sud |

Les deux vitraux du transept, dont l'auteur est inconnu, sont inscrits à l'I.G.P.C.
- Au bras nord, Sainte Elizabeth de Hongrie. Sainte Élisabeth de Hongrie (couronnée) et le miracle des roses avec son beau-frère et un mendiant.

- Au bras sud, Jeanne de France. Sainte Jeanne de Valois, revêtue d'un manteau doublé d'hermine, est agenouillée devant un crucifix dont elle touche la croix de la main droite, la main gauche est posée sur une couronne.

Les deux vitraux des absidioles sont très simples, sans décoration.
Les vitraux des collatéraux
|  |

|  |

Les deux vitraux du bas-côté nord, inscrits à l'I.G.P.C., sont l’œuvre de Louis Hutrel, actif en 1860-1870 en Aquitaine. Les vitraux du bas-côté nord :
- Saint Jacques et saint Georges. Saint Jacques en pèlerin (côté gauche), saint Georges tient de la main droite une lance qui est plantée dans la gueule d'un dragon, la main gauche tient la palme du martyre (baie 15, côté droit).

- Saint Jean-Baptiste et saint Pierre. Saint Jean-Baptiste adulte, revêtu d'un manteau qui couvre la mélote[Note 4] qui l'enveloppe, il tient la croix de roseau avec la bannière et un agneau le regarde (côté gauche) ; saint Pierre (côté droit).

- Les vitraux du bas-côté sud sont des motifs floraux et géométriques.

### Le mobilier
| - Les fonts baptismaux - Bénitier |

| - Chandelier - Lutrin - Crucifix |

| - Chaire à prêcher - Stalles |

- Un ancien bénitier, utilisé aujourd'hui comme fonts baptismaux, date du XVIIe siècle ; il est inscrit[10] à l'Inventaire Général du Patrimoine Culturel. Le pied octogonal est surmonté d'une cuve octogonale, pourvue d'un trou d'écoulement, dont l'intérieur est circulaire (de 79 cm d'ouverture et de 92 cm de diamètre extérieur, hauteur de 65 cm).

- À l’entrée de l’église se trouve un autre bénitier formé par un coquillage géant, installé au XVIe siècle. Souvent, les bénitiers sont sculptés dans des matériaux divers comme le calcaire ou le marbre, et suivent le goût artistique en cours. Avec la découverte des mers exotiques, et la vogue des cabinets de curiosités, un nouveau type apparaît, la coquille naturelle de mollusque, aux grandes dimensions. Ici, c’est une grande coquille de l’espèce Tridacna qui est fixée au mur et recueille l’eau bénite.

- Chandelier pascal : Chandelier avec assemblage entre la base et la tige, au milieu de la tige et sous la bobèche. Bobèche de guirlandes de fleurs. Les bases et les tiges sont semblables : pieds en griffes de lion, symbole des Évangélistes en gloire sur chaque face de la base avec coquilles rocailles et angelots aux angles, coquilles rocailles et acanthes au pied de la tige, tige à nœuds galbés superposés avec enroulements d'acanthes, palmettes, fleurons, perles, partie supérieure de la tige à cannelures torses. XIXe siècle. Inscrit[11].

- Lutrin : Lutrin à double pupitre. Décor ajouré d'entrelacs entourant des têtes d'angelots sur le double pupitre, croix sommitale avec angelot à la croisée. Il date du XIXe siècle. Inscrit[11]

- Christ en croix : La tête penche vers le côté droit, les yeux sont entrouverts. Les mains sont maintenues par un clou planté dans la paume et les pieds par un seul clou. La plaie est sur le côté droit. La croix, qui date du premier quart du XIXe siècle, est inscrite[12] dans l'Inventaire Général.

- Chaire à prêcher en bois peint. La chaire, qui date de 1818, adossée, suspendue, avec culot ; cuve octogonale à quatre pans construits, abat-voix octogonal à plafond et couronnement de volutes. Un escalier, tournant sur le côté droit, permet d'y accéder depuis la deuxième travée du bas-côté nord. La chaire est inscrite[13] à l'Inventaire Général.

- Les Stalles, qui datent du XVIIIe siècle, sont inscrites[14] à titre d'objet. Il y a deux ensembles de deux stalles sans agenouilloir et une stalle qui en comporte un. Elles sont ornées sur les parcloses de volutes et d'acanthes et les miséricordes sont ornées de culots en feuilles d'acanthe. Des inscriptions sur les dossiers : FABRICIEN SECRETAIRE ; TRESORIER etc. laissent penser qu'elles étaient réservées aux membres du Conseil de fabrique.

Tableaux
| - Saint Blaise |

| - Mort du Christ |

Sur le mur occidental des deux bas-côtés se trouvent des tableaux du xIXe siècle :
- Miracle de saint BLAISE : Le tableau est inscrit[15]. Cette grande peinture à l'huile, du début du XIXe siècle, récemment restaurée à l'initiative des Amis de l'église, nous montre Saint Blaise de Sébaste (Arménie), évêque martyr du IVe siècle accomplissant un de ses miracles légendaires : il retire une arête de la gorge d'un enfant.

- Mort du Christ : Le Christ allongé sur le sarcophage est encadré par deux anges : celui placé à sa tête est assis sur le sarcophage, de la main droite il tient une trompette et de la main gauche un pan du linceul ; le deuxième ange, agenouillé par terre, est effondré sur les jambes du Christ. Au premier plan, la couronne d'épines et un plat, en partie caché par la main droite du Christ, et un bout de linceul, contenant deux clous.

Statues
| - La Vierge de l'autel - Vierge à l'Enfant |

| - Sainte Jeanne - Enfant-roi |

- La statue, en bois doré, de la Vierge aux bras écartés, sur une nuée, se trouve sur l'autel de l'absidiole nord. Elle est du XIXe siècle et inscrite[16] à l'I.G.P.C. Dans une niche, au-dessus de l'entrée de l'absidiole, se trouve une autre statue en bois doré, la Vierge à l'Enfant, qui date également du XIXe siècle.

- Sainte Jeanne de Lestonnac en habit religieux, un crucifix sur la poitrine, présente de sa main gauche un livre ouvert, le bras droit est levé et l'index pointé. La statue, en plâtre peint, est inscrite[17] à l'I.G.P.C.

- La statue de l'enfant Jésus, couronné et revêtu d'un manteau, tient le globe dans sa main gauche, la main droite bénit. La statue, en plâtre peint, est inscrite[18] à l'I.G.P.C. et date du début du XXe siècle. Cette représentation de l'enfant Jésus est également appelée l'« enfant roi » ou l'« Enfant Jésus de Prague » en référence à la statue : Enfant Jésus de Prague, qui date du XVIIe siècle.

## Les cloches
L'église possède trois cloches, deux dans le clocher et une dans le campanile. 
- La plus ancienne date de 1654 et est inscrite à l'I.G.P.C. Date et dédicace au niveau du vase supérieur : M. F. D. MONFERRANT. C. D. M. D. PONTAC. [M]. D. LANDIRAS. PARRINS. 1654. Les lettres N et S sont inversées, le chiffre 5 est un S. Croix sur socle à 3 marches, le tout orné de rinceaux.

- La cloche de campanile, inscrite à l'I.G.P.C., date de 1839. La cloche a été fondue par la société de fondeurs lorrains « Martin père et fils » composée d'Augustin Martin (1787-1865) et ses trois fils (Bernard-Édouard, Auguste et Alphonse). Elle porte l'inscription :  FONDU EN 1839 POUR LA COMMUNE DE LANDIRAS PAR LES SOINS DE (1ère ligne) MMRS DUTRENIT MAIRE DUTAUZIN ET DANEY MEMBRES DU CONSEIL MUNICIPAL (2e ligne). Marque d' auteur au milieu du vase, dans un cartouche : MARTIN / PERE ET FILS /FONDEURS. La cloche était sonnée pour éloigner les orages.

- La deuxième cloche du clocher, inscrite à l'I.G.P.C, nommée Jeanne-Marie-Magdeleine, a été fondue en 1881 par Henri Deyres, fondeur de cloches à Bordeaux. La décoration : Christ sur croix tréflée avec gloire à la croisée (nord), Vierge à l'Enfant en buste (sud), angelots (anses). Frise d'acanthes (vase supérieur, au-dessus de la dédicace), guirlande avec chute de fleurs (vase supérieur, au-dessous de la dédicace), frettes crénelées (ou méandres) sur rameaux d' olivier à la partie inférieure du vase.

## Autour de l'église
| - Croix de cimetière - Croix de chemin |

Autour de la paroisse de Saint-Martin-de-Landiras il existait deux autres paroisses : 
- Brax (ou Brach), avec la chapelle Sainte-Madeleine[22], ancienne église paroissiale de Brax construite au XIIIe siècle, propriété du collège de Bordeaux à la fin de l'Ancien Régime, se trouvait près du château de Landiras.

L'édifice, de plan rectangulaire à chevet plat, semble avoir été voûté à l'origine. Il possédait un portail occidental s'ouvrant entre deux gros contreforts et un portail méridional. La paroisse a disparu à la suite des épidémies de peste.
La chapelle a été transformée en grange au XIXe siècle et a totalement disparu aujourd'hui. Son emplacement est marqué par une statue de la Vierge.
- Saint-Martin-de-Lassats[23], une paroisse disparue depuis le XVIe siècle, se situait sur le plateau de La Capre (la Chapelle), peu éloigné de la butte du Tucau Blanc, un ancien camp gaulois au nord de Landiras.

Après la disparition de Brax et Saint-Martin-de-Lassats, c'est Saint-Martin-de-Landiras qui rassembla la totalité des paroissiens.
- Croix de Cimetière (XVIIe siècle) inscrite[24] à l'I.G.P.C.

- Une Croix de chemin (XVIIe siècle) se trouvait rue Henri Laval. Elle était inscrite[25] à l'I.G.P.C. Aujourd'hui, la croix en pierre est remplacée par une croix en bois.